# Mehurasta gar
Mehurasta gar (lat. Ustilago maydis) gljivično je oboljenje koje napada nadzemne delove biljke kukuruza. 
Rasprostranjena је u celom svetu gde se gaji kukuruz, osim u Australiji. Retko se javlja u tropskoj, ali se zato višе javlja u suvoj i toploj klimi. U Srbiji je ovo jako česta bolest kukuruza, ali se retko kad javljaju jače zaraze. Bolest može da zahvati 1-2% biljaka, ali s obzirom na površine na kojima se u Srbiji kukuruz gaji, gubici su jako veliki. 
U poslednjih četrdeset godina, koliko se gaje hibridi kukuruza, mehurasta gar se samo nekoliko puta javila u epifitotičnim razmerama (1968, 1976, 1987). Za epifitotičnu pojavu karakteristično je da se javlja na vršnom delu klipa, ali tako da nije u potpunosti zahvaćen. Kod ove bolesti procenat zaraženih biljaka ne odgovara procentu smanjnja prinosa (ako je zaraženo 10% biljaka, prinos će biti smanjen za samo 2%). 

## Simptomi
Mehurasta gar napada nadzemne delove biljke (stablo, rukavac, list, metlica, klip, pupoljci, čak i andventivne delove korena). Kod U. maydis najosetljivije je meristemsko tkivo, jer se tu obrazuju mehuraste izrasline, guke ili tumori sunđeraste čvrstine. Te izrasline su mešavina gljive i uvećanih čelija zaraženih organa biljke. Sorusi (tumori) su u početku svelte boje, čvrsti, prekriveni glatkom opnom, koja kasnijim sazrevanjem tamni, prelazi iz svelte u skoro crnu boju. Onda počinje da puca, pa se kroz te pukotine oslobađa crna prašna masa teliospora parazita. Tumori mogu biti različitih veličina, od nekoliko cm, pa sve do veličine dečje glave. Najveći sorusi se formiraju na klipu, neki klipovi u potpunosti mogu biti zahvaćeni bolešću, a samo bi komušina ostala pošteđena.
Ovaj tip oboljenja može biti jako štetan kada dolazi do smenjivanja sušnog i kišovitog perioda. Naime, ako u toku godine dođe do duge suše, dolazi do prestanka porasta klipa. I dolaskom kišovitog perioda, nakon duge suše, meristem na vrhu klipa se aktivira. Klip izrasta iz komušine i, pošto nije zaštićen, veoma brzo i lako dolazi do njegove zaraze. Tada dolazi do epifitotične pojave mehuraste gari. Na listu se bolest javlja duž glavnog nerva, zbog čega se list uvija, deformiše i suši. Guke se javljaju na stablu i metlici, gde su dosta sitnije u odnosu na list i klip. 
Mlađe biljke su otpornije prema gari, pa se bolest javlja tek kada biljke ostignu visinu 30—50 cm.

## Ciklus razvića
Teliospore su jednoćelijske i imaju funkciju probazidija. Klijanjem obrazuju metabazidije, najčešće četvoroćelijske, na kojima se formiraju bazidiospore. Teliospore su diploidne, ali prilikom klijanja dolazi do procesa mejoze, pa su bazidiospore haploidne.
Teliospore obrazovane u izraslinama (gukama) su loptaste ili ovalne, po površini imaju fine bodljaste izraštaje. Da bi klijale većinom moraju da prođu izvestan period mirovanja, obično do sledećeg proleća. Neke od njih ako su uslovi povoljni klijaju odmah. Teliospore klijaju na zemljištu u četvoroćelijsku fragmobazidiju. Na nјој se razvijaju bazidiospore, koje se još na njoj pupljenjem umnožavaju obrazujući lančiće spora. Te ćelije se vazdušnim tokovima prenose na neke od organa biljke domaćina (gde posle kopuliraju ,+'' i ,-'' sporidija ili bazidiospora) pa obrazuju dikarionsku hifu. Ona prodire u tkivo kukuruza. Pod uticajem micelije, ćelije mladih tkiva domaćina počinju intenzivno da se dele (pojava hiperplazije), tako da se obrazuju guke koje mogu biti krupne. Zatim se micelija razrasta u tako obrazovanim tvorevinama, razara tkivo tumora i raspada se na odvojene teliospore. U početku obrazovanja tumora masa teliospora je pokrivena epidermisom zaraženog organa, koji se razara, a teliospore rasejavaju vazdušnim tokovima, pa mogu da izazovu nove zaraze.

## Upotreba
Biljke zaražene telisporama U. maydis ne mogu dovesti do trovanja životinja. Do trovanja uglavnom dolazi zbog Fusarium spp. koji se često nalazi na klipu obolelom od U. maydis. Mehurasta gar, tačnije mlade gale mehuraste gari se na Zapadu koriste u restoranima za pripremanje delikatesnih jela. Danas se čak gale veštački proizvode zaražavanjem kukuruza šečerca.

## Suzbijanje
Postoje razlike u osetljivosti linija i hibrida kukuruza prema mehurastoj gari. Osnovna mera suzbijanja bi bila gajenje otpornih hibrida, ali do sada nije poznata sorta koja je otporna na ovu bolest. Plodored je jedna od glavnih mera, kao i uklanjanje zaraženih biljaka. Ali se bolest ovim načinom ne može iskoreniti jer se parazit prenosi vetrom. Hemijske mere za suzbijanje se u praksi ne koriste, mada postoje određeni fungicidi koji omogućavaju izvesnu zaštitu.

## Sinonimi
- Ustilago zeae

## Literatura
- Dragica M. Ivanović, Mirko S. Ivanović, Mikoze i pseudomikoze biljaka
- McGee, Harold (2004). On Food and Cooking (revised изд.). Scribner. стр. 349"Huitlacoche, or Corn Smut".  0-684-80001-2.

## Spoljašnje veze
- AgroKlub
- Bionet Škola Архивирано на веб-сајту  (26. децембар 2016)
- U. maydis Genome at the Broad Institute
- MUMDB giving easy access to U. maydis genes